# ERA E
ERA E (tudi ERA E-Type, ERA Type E) je bil dirkalnik britanske tovarne English Racing Automobiles. V letih 1938 in 1938 sta bila izdelana dva dirkalnika z oznakama GP1 in GP2, oba z 1.5L motorjem. Dirkalnika sta se izkazala za zelo nezanesljiva, zato tudi po drugi svetovni vojni nista dosegla vidnejšega uspeha, edini večji uspeh je bilo drugo mesto Petra Walkerja na manjši dirki Goodwood Trophy v sezoni 1949. Podobno kot njegove predhodnike, so dirkalnika uporabljali privatniki še do sredine petdesetih let.